# Primulina tabacum
Primulina tabacum là một loài thực vật có hoa trong họ Tai voi (Gesneriaceae). Loài này được Hance miêu tả khoa học đầu tiên năm 1883. Nó là loài điển hình của chi Primulina. Tính từ định danh tabacum là do lá của nó có mùi như thuốc lá. Loài này được tìm thấy ở phía bắc tỉnh Quảng Đông, Trung Quốc. Nó sinh sống trên các vách đá ven sông, ở độ cao 100–300 m. Ra hoa tháng 8-10. Quả nang, dài 3–6 mm. Từ năm 1890, Joseph Dalton Hooker đã sử dụng danh pháp P. sinensis - dù nó là thừa thãi (nom. superfl.) - để chỉ P. tabacum.
Tháng 1 năm 2011, trong bài báo công bố trên Journal of Systematics and Evolution, Wang et al. mở rộng chi Primulina để chứa các loài thuộc Chirita sect. Gibbosaccus, do các loài này cùng P. tabacum tạo thành một nhánh đơn ngành và thiết lập danh pháp P. sinensis (Lindl.) Y.Z.Wang, 2011 với diễn giải nó có đồng nghĩa là Chirita sinensis Lindl., 1844. Mặc dù được công bố hợp lệ, nhưng do công bố muộn hơn và được dùng để chỉ một loài khác so với công bố hợp lệ trước đó nên danh pháp của Wang et al. năm 2011 chỉ là trùng tên (đồng âm) muộn hơn của P. sinensis Hook.f., 1890 và là tên gọi không hợp lệ (nom. illeg.).
Trong bài báo công bố tháng 6 năm 2011 trên Taxon, Weber et al. đã phát hiện ra điều này. Như thế, cả hai danh pháp P. sinensis (Lindl.) Y.Z.Wang, 2011 và P. sinensis Hook.f., 1890 đều là nom. illeg.. Các tác giả đồng thời cũng hiệu đính tên gọi khoa học chính thức cho C. sinensis thành P. dryas, trên cơ sở danh pháp đồng nghĩa C. dryas Dunn, 1912.